# Gold Coast IndyCar Grand Prix 1991
Gold Coast IndyCar Grand Prix 1991 var ett race som var den första deltävlingen i IndyCar World Series 1991. Racet kördes den 17 mars på Surfers Paradise i Australien. John Andretti tog sin första och enda CART-seger, efter mer än två timmars tävling. Bobby Rahal slutade tvåa, medan Rick Mears slutade på tredje plats.

## Slutresultat
| Plats | Förare                | Team                     | Grid | Kvaltid  |
| ----- | --------------------- | ------------------------ | ---- | -------- |
| 1     | John Andretti         | Hall/VDS Racing          | 9    | 1.42,353 |
| 2     | Bobby Rahal           | Galles-Kraco Racing      | 4    | 1.40,330 |
| 3     | Rick Mears            | Marlboro Team Penske     | 7    | 1.40,998 |
| 4     | Danny Sullivan        | Patrick Racing           | 10   | 1.42,392 |
| 5     | Scott Pruett          | Truesports Co.           | 11   | 1.43,229 |
| 6     | Scott Brayton         | Dick Simon Racing        | 14   | 1.44,188 |
| 7     | Jeff Andretti         | Bruce Leven Racing       | 16   | 1.45,396 |
| 8     | Mike Groff            | Euromotorsport           | 17   | 1.45,506 |
| 9     | Arie Luyendyk         | Vince Granatelli Racing  | 8    | 1.42,125 |
| 10    | Tony Bettenhausen Jr. | Bettenhausen Motorsports | 12   | 1.44,006 |
| 11    | Franco Scapini        | Euromotorsport           | 18   | 1.45,839 |
| 12    | Dean Hall             | Leader Cards Racing      | 22   | 1.48,410 |
| 13    | Randy Lewis           | Dale Coyne Racing        | 20   | 1.47,686 |
| 14    | Michael Andretti      | Newman/Haas Racing       | 1    | 1.40,047 |
| 15    | Eddie Cheever         | Chip Ganassi Racing      | 2    | 1.40,091 |
| 16    | Al Unser Jr.          | Galles-Kraco Racing      | 3    | 1.40,149 |
| 17    | Mario Andretti        | Newman/Haas Racing       | 5    | 1.40,566 |
| 18    | Phil Krueger          | Walther Motorsports      | 25   | 1.52,902 |
| 19    | Emerson Fittipaldi    | Marlboro Team Penske     | 6    | 1.40,774 |
| 20    | Mark Dismore          | Arciero Racing           | 23   | 1.48,518 |
| 21    | Hiro Matsushita       | Dick Simon Racing        | 19   | 1.46,086 |
| 22    | Ted Prappas           | P.I.G. Racing            | 15   | 1.45,377 |
| 23    | Scott Goodyear        | UNO Racing               | 13   | 1.44,006 |
| 24    | Dennis Vitolo         | Dale Coyne Racing        | 21   | 1.48,103 |
| 25    | Buddy Lazier          | Dale Coyne Racing        | 24   | 1.49,930 |